# Kalamunda National Park
Kalamunda National Park är en park i Australien. Den ligger i delstaten Western Australia, omkring 20 kilometer öster om delstatshuvudstaden Perth. Arean är 3,8 kvadratkilometer.
Runt Kalamunda National Park är det ganska tätbefolkat, med 160 invånare per kvadratkilometer.. Närmaste större samhälle är Canning Vale, omkring 18 kilometer sydväst om Kalamunda National Park.
I omgivningarna runt Kalamunda National Park växer huvudsakligen savannskog. Genomsnittlig årsnederbörd är 951 millimeter. Den regnigaste månaden är september, med i genomsnitt 168 mm nederbörd, och den torraste är februari, med 12 mm nederbörd.